# 長鰭寬頜䲁
長鰭寬頜䲁，為輻鰭魚綱鳚形目䲁科寬頜䲁屬的一種，分布於西北太平洋日本、臺灣及香港海域，深度5至30公尺，本魚體延長形，稍側扁，頭鈍短，頭頂無冠膜，前後鼻皆有觸鬚且有分枝，臉頰上有小斑點，身體具有暗褐色圓斑，胸鰭基底中央和背部都有明顯的黑斑，腹部有細長的黑斑，成熟雄魚和雌魚的黑斑從腹鰭基部到肛門前，背鰭硬棘10-12枚、背鰭軟條20-23枚、臀鰭硬棘2枚，臀鰭軟條21-24枚，體長可達5.1公分，棲息於沿海礁石區，通常躲在洞穴或生物空殼中，雌魚產附著性卵，雄魚有護卵行為，生活習性不明。